# Selva de Mar (métro de Barcelone)
Selva de Mar est une station de la ligne 4 du métro de Barcelone.

## Situation sur le réseau
La station est située sous la rue Pujades (Carrer Pujades), sur le territoire de la commune de Barcelone, dans le district de Sant Martí. Elle s'intercale entre Poblenou et El Maresme | Fòrum.

## Histoire
La station est ouverte au public le 7 octobre 1977, lors de la mise en service d'un prolongement de la ligne IV depuis Barceloneta et dont elle constitue désormais le terminus. Elle perd ce statut en 1982, lors de l'ouverture du prolongement de la ligne jusqu'à La Pau.

## Services aux voyageurs

### Accès et accueil
La station dispose de deux voies et deux quais latéraux.

### Intermodalité
La station est en correspondance en surface avec la ligne T4 du Trambesòs.

## À proximité
La station est située à proximité de l'avenue Diagonale et du parc Diagonal Mar.